# Raymond Razakarinvony
Raymond Razakarinvony (* 19. November 1927 in Antananarivo) ist Altbischof von Miarinarivo.

## Leben
Raymond Razakarinvony empfing am 27. Juli 1956 die Priesterweihe. Johannes Paul II. ernannte ihn am 14. Februar 1998 zum Bischof von Miarinarivo.
Der Erzbischof von Antananarivo, Armand Gaétan Kardinal Razafindratandra, spendete ihm am 17. Mai desselben Jahres die Bischofsweihe; Mitkonsekratoren waren Bernard Charles Ratsimamotoana MS, Bischof von Morondava, und Albert Joseph Tsiahoana, Erzbischof von Antsiranana. 
Am 15. Februar 2007 nahm Papst Benedikt XVI. sein altersbedingtes Rücktrittsgesuch an.